# Aat
Aat (Frans: Ath) is een kleine Waalse stad in het noorden van de Belgische provincie Henegouwen waar Picardisch wordt gesproken. De stad ligt aan de samenvloeiing van de oostelijke en de westelijke Dender, die als Dender vanaf Aat bevaarbaar is. De stad telt ruim 30.000 inwoners.
Aat is bekend om zijn jaarlijkse Reuzenstoet of Ducasse van Aat, die elke vierde zondag van augustus plaatsvindt (zie Stadsreuzen). Van de middeleeuwse verdedigingswerken rest in Aat slechts de Burbant-toren.

## Geschiedenis

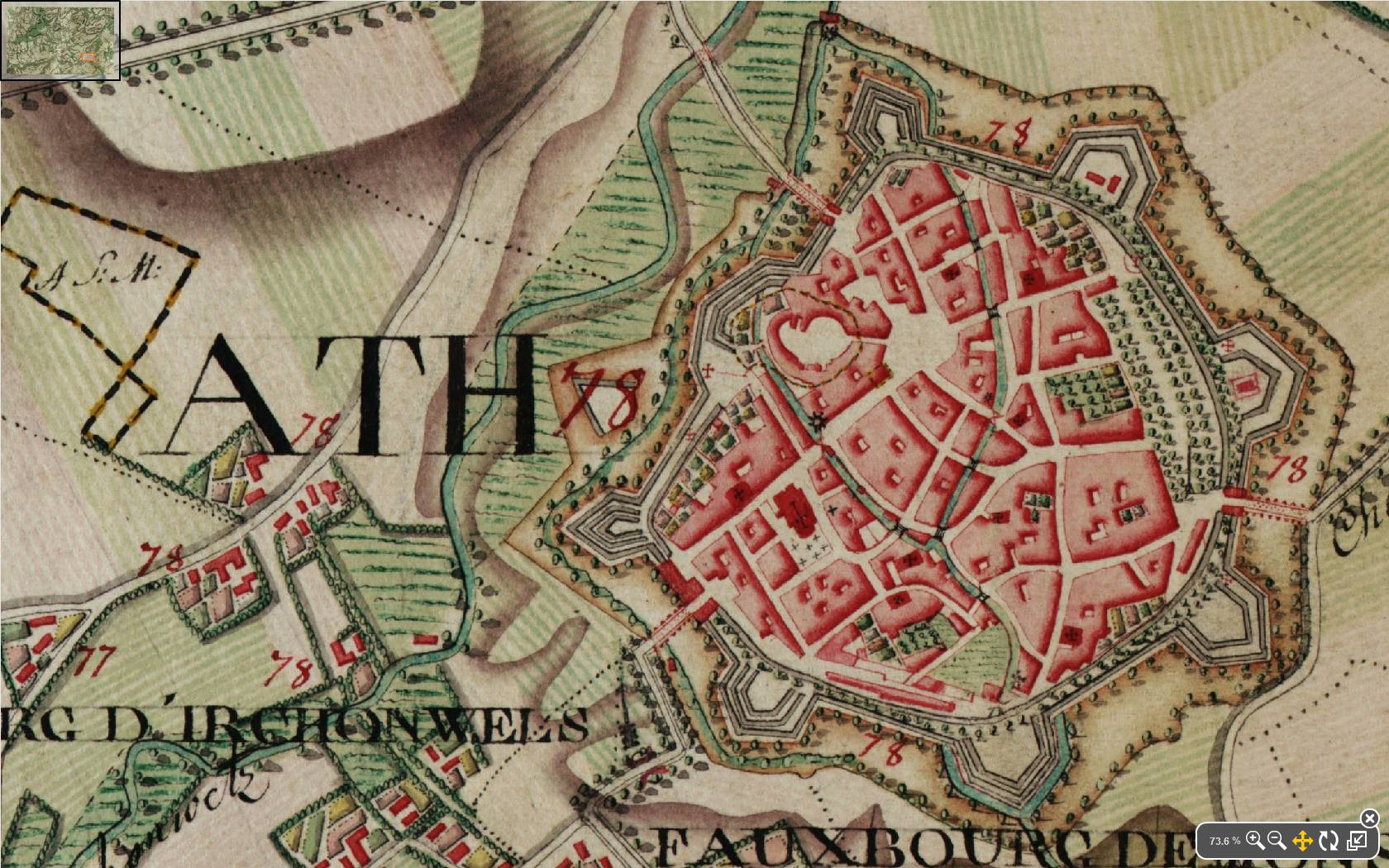
Aat op de Ferrariskaart van 1775

De juiste oorsprong van de stad Aat in de moerassige samenloop van de Oostelijke en de Westelijke Dender is onbekend. Al in de vroege Middeleeuwen was het de hoofdplaats van de pagus Brachatensis. In 1076 werd er voor het eerst melding gemaakt van de heren van Aat. Deze waren afkomstig van het huis Trazegnies. In 1076 verkocht Gillis van Trazegnies, die op kruistocht vertrok, de heerlijkheid aan graaf Boudewijn IV van Henegouwen. Deze liet er het Kasteel Burbant (castrum) bouwen, een vestingtoren die er nog steeds bestaat. Boudewijn verstrekte ook een aantal privileges met de bedoeling bewoners aan te trekken. Aan de voet van deze beschermende vesting groeide Aat weldra uit tot een belangrijk regionaal centrum waarvan de bloei en de uitstraling voortduurde tot het einde van de 16e eeuw.
Zijn zoon en opvolger Boudewijn V bouwde een grote stadsomwalling in het kader van zijn strijd tegen de graaf van Vlaanderen en de hertog van Brabant. Omstreeks 1320-1325 werden deze ringmuren verstevigd. Door de aantrekkingskracht van de stad kwamen er zich steeds meer inwoners vestigen en breidde de oorspronkelijke stadskern zich steeds verder uit (in zuidoostelijke richting). Op initiatief van Willem I van Avesnes werd er een lakenweverij gevestigd en kon de industrie zich verder ontwikkelen. Op 4 juni 1357 kwam de Vrede van Aat tot stand, waardoor een einde kwam aan de zgn. Brabantse Successieoorlog. Ook op cultureel gebied was de uitstraling van Aat zo groot geworden, dat in oktober 1416 het stadsbestuur aan priester Jacques Véron en zijn medewerkers de opdracht gaf een Latijnse School te stichten, waarvoor de leerlingen van overal toestroomden. Onder meer de humanist Justus Lipsius heeft in deze school zijn opleiding genoten.
Omstreeks 1370 had graaf Albrecht van Beieren een tweede omwalling laten graven voor de groeiende stad, waardoor de stedelijke verdedigingsgordel verdrievoudigd werd. In 1540 onder keizer Karel V werden de wallen nog verstevigd. Het onderhoud werd daarna echter verwaarloosd, en toen de troepen van Lodewijk XIV in 1667 de stad belegerden, kon deze slechts één dag aan de vijandelijke artillerie weerstand bieden. De stad bleef tot 1674 in Franse handen. Vauban verbeterde de versterkingen van Aat, als eerste Franse stad in de Spaanse Nederlanden. Hij liet acht vestingen bouwen die verbonden waren met courtines. Pas in 1706 werden de Fransen weer uit Aat verdreven.
Aat aan de Dender was in de eerste helft van de 18e eeuw een van de vestingsteden die deel uitmaakten van de Nederlandse vestingsbarrière in de Zuidelijke Nederlanden.
Onder het Franse bewind kwam de stedelijke economie echter langzaam tot verval. Aat werd een tweede maal door de Fransen verwoest in 1745, en vervolgens onder koning Willem I opnieuw hersteld, zodat de stad in de 19e eeuw weer kon opbloeien, door de vestiging van nieuwe industrieën, onder meer meubelmakerijen en de ontginning van steengroeven in de buurt (Maffle). Twee wereldoorlogen maakten alweer een einde aan deze welvaart.
In de jaren 80 van 20e eeuw heeft de stad Aat onder meer als burgemeester de PS-zwaargewicht Guy Spitaels gehad, die grote infrastructuurwerken heeft laten uitvoeren. Het betreft onder meer de aanleg van een ringweg rond de stad, alsmede belangrijke spoorwegverbeteringen. Deze hebben de toegankelijkheid en de leefbaarheid van de stad in grote mate verhoogd. Budgettair hield dit echter gelijke pas met de (door tegenstanders als megalomaan bestempelde) opvattingen van de socialistische voorman.
In de deelgemeente Gellingen vond op 30 juli 2004 een zware gasexplosie plaats.

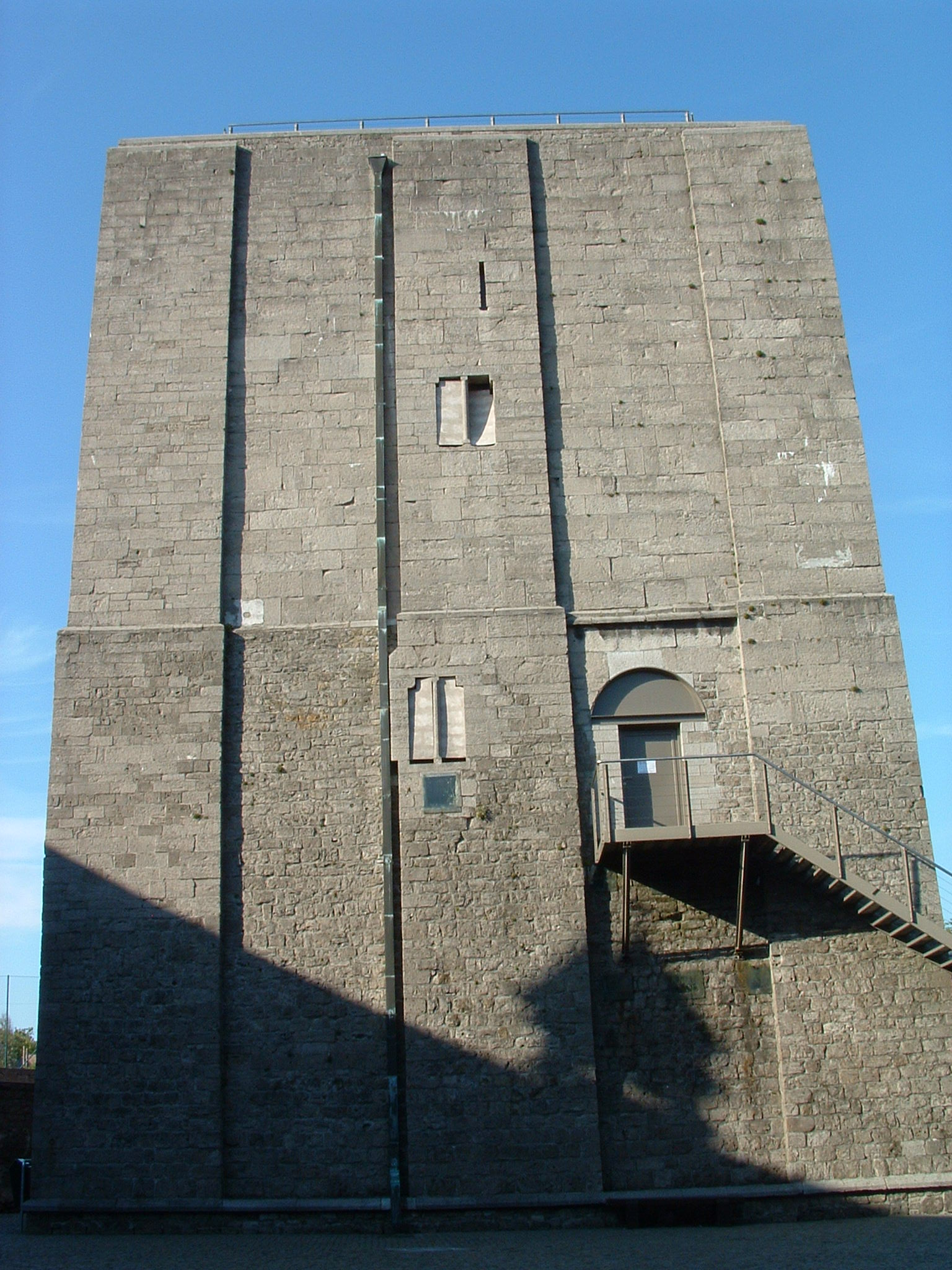
De Burbant-toren (12e eeuw) te Aat
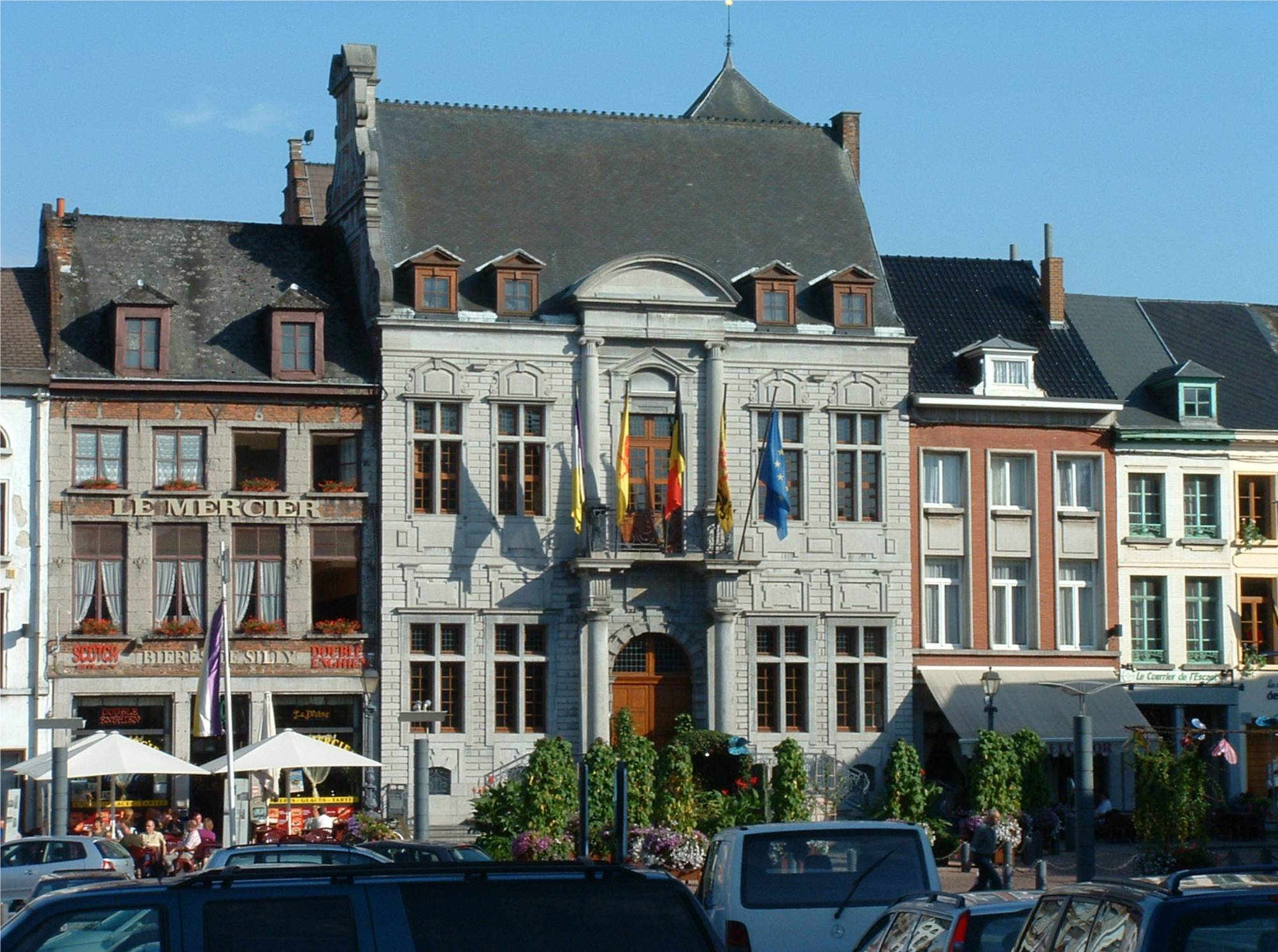
Het laat-renaissance-stadhuis van Aat
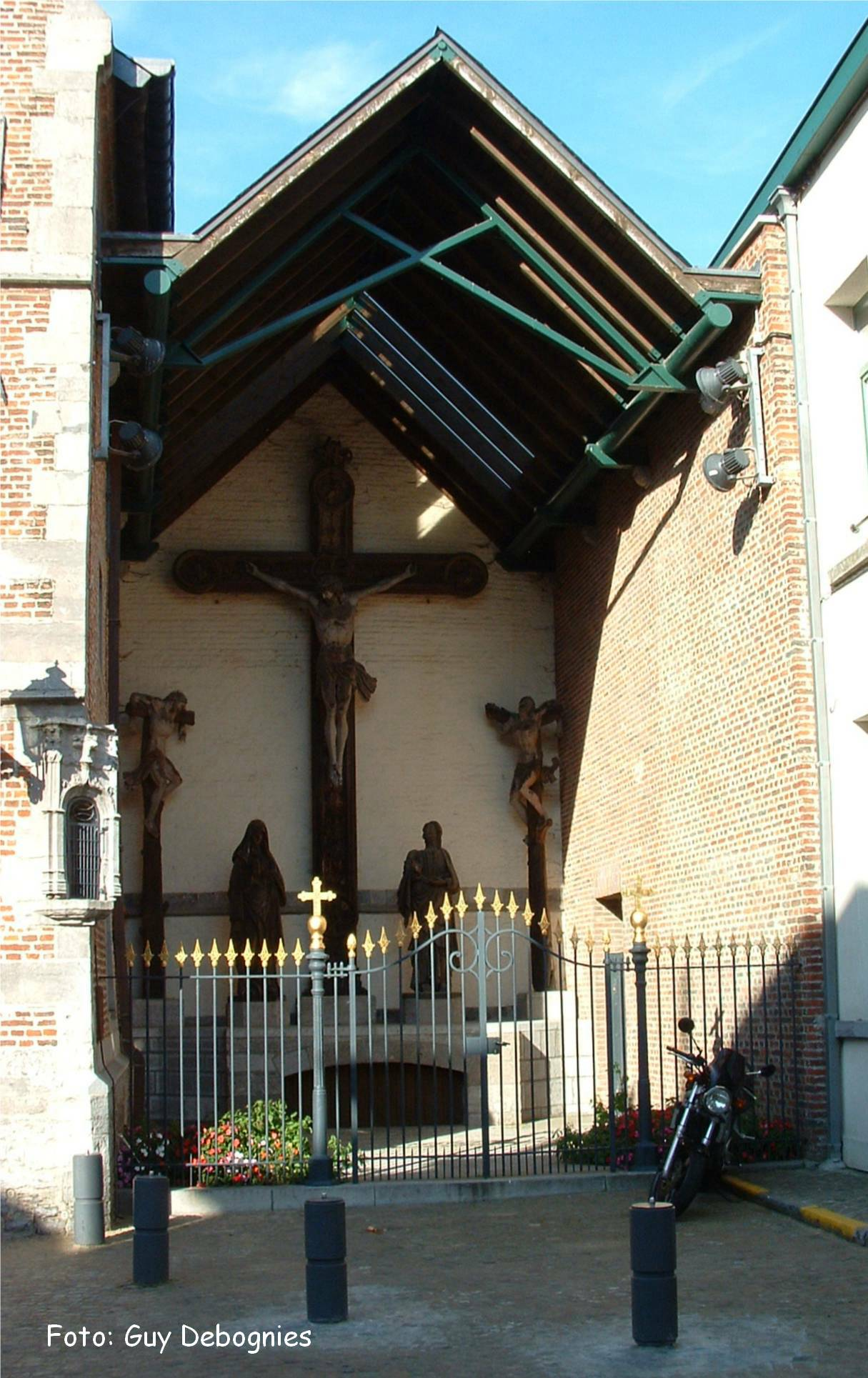
De Calvarie van de Sint-Maartenskerk
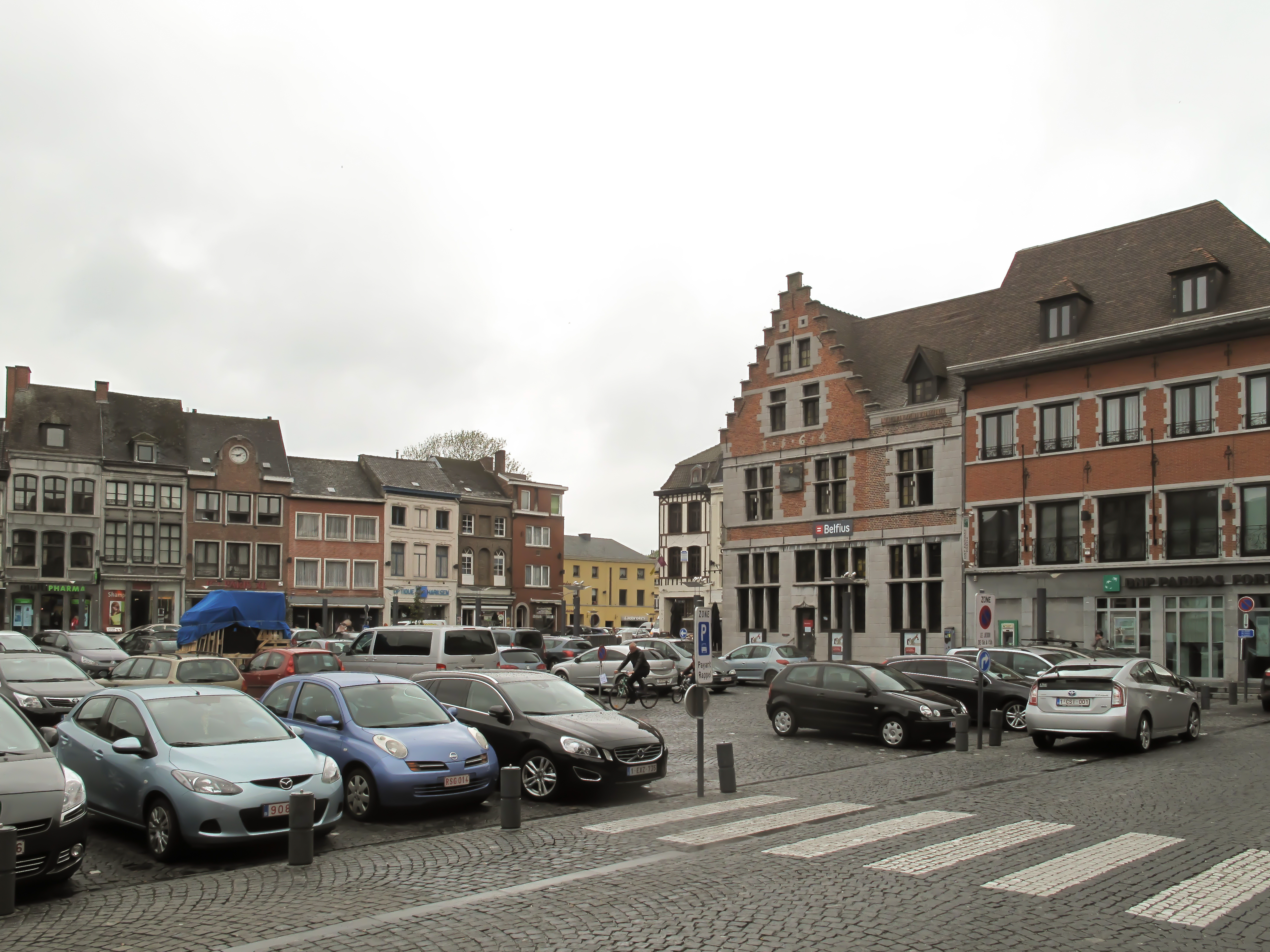
De Grote Markt
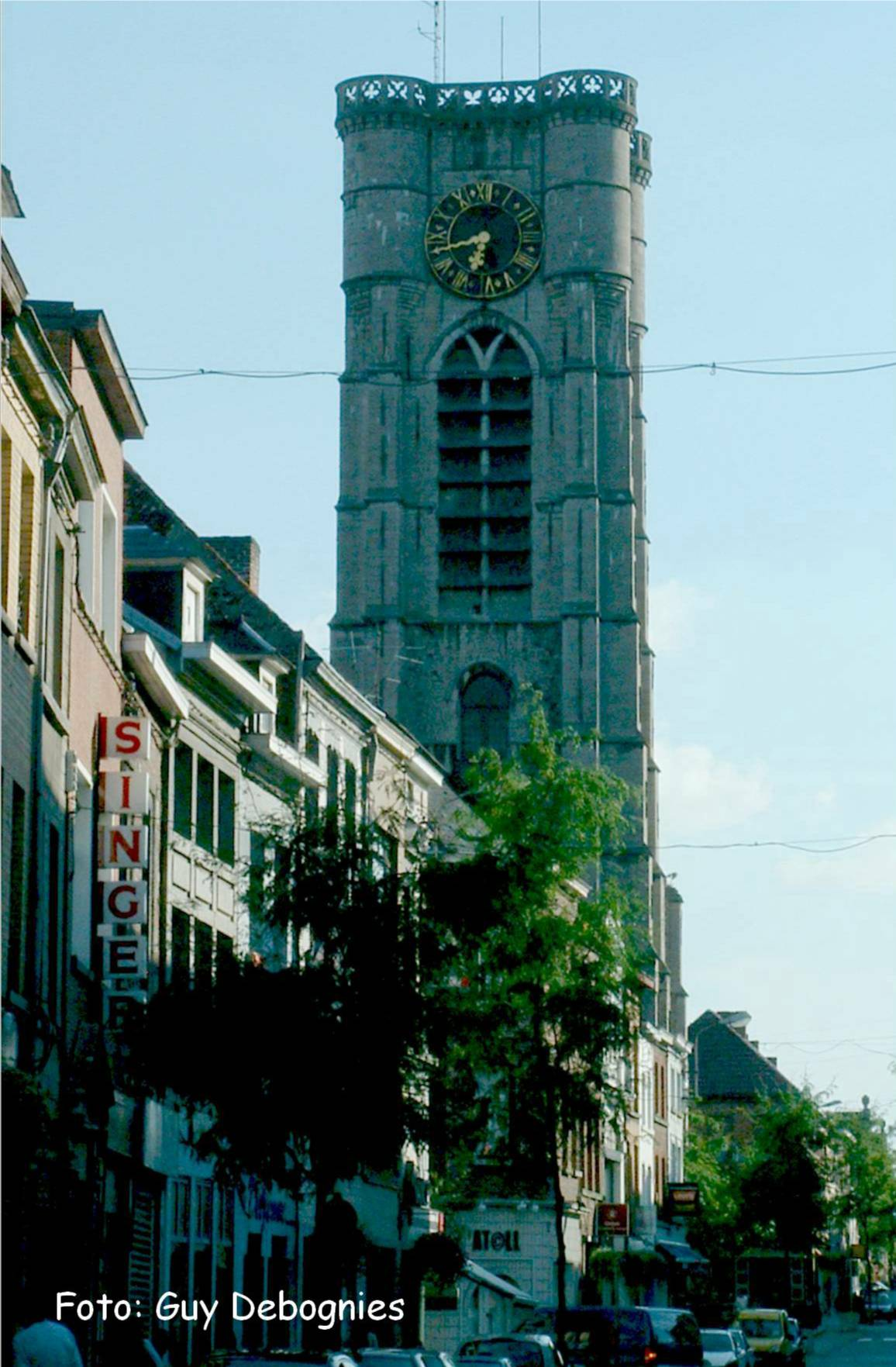
De toren van de Sint-Julianuskerk
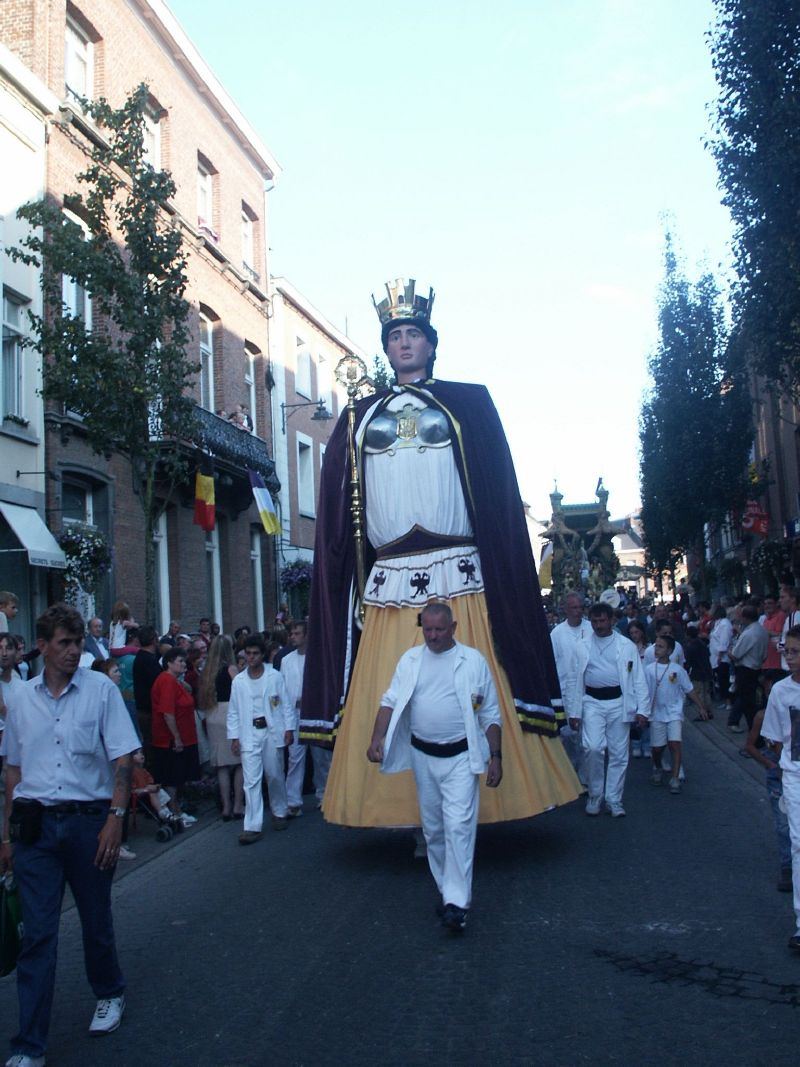
Madame Victoire dansend in de straten
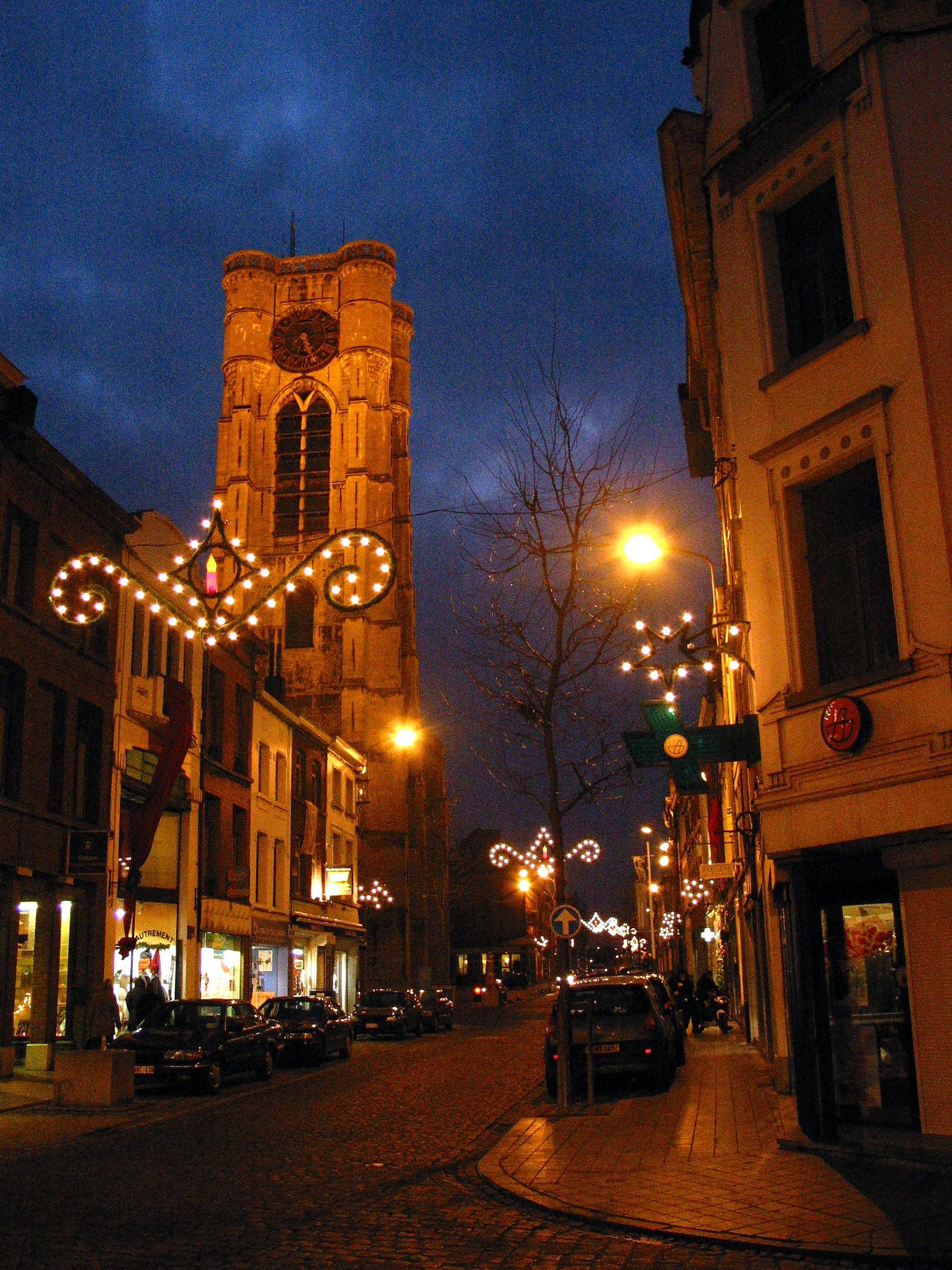
De toren van de Sint-Julianuskerk (XVde eeuw).
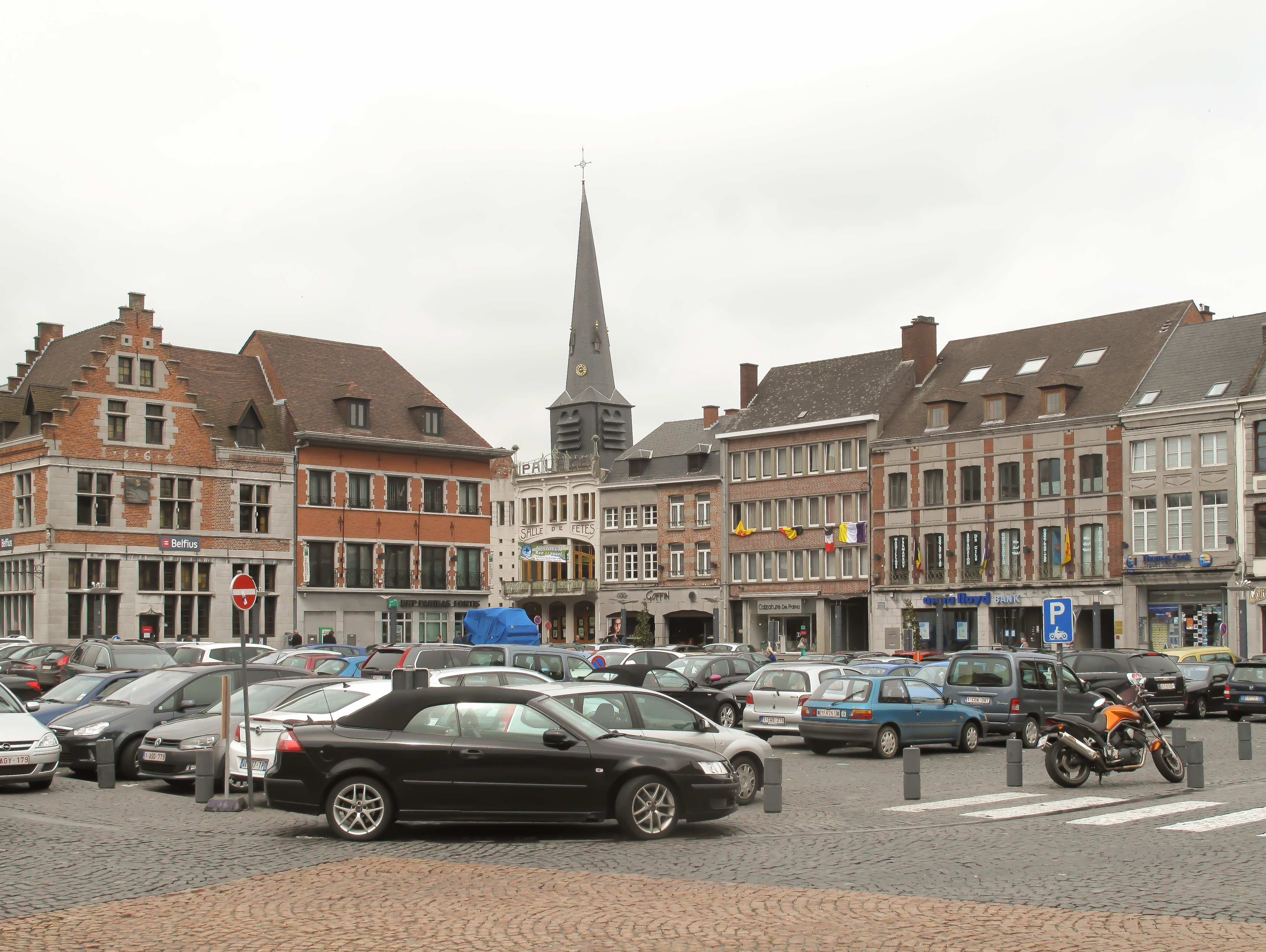
De Grote Markt

## Kernen

### Deelgemeenten
|    | Naam                | Opp. (km²) | Inwoners (2020) | Inwoners per km² | NIS-code |
| -- | ------------------- | ---------- | --------------- | ---------------- | -------- |
| 1  | Aat                 | 15,68      | 13.578          | 866              | 51004A   |
| 2  | Lanquesaint         | 3,05       | 433             | 142              | 51004B   |
| 3  | Rebaix              | 6,04       | 1.015           | 168              | 51004C   |
| 4  | Isières             | 6,95       | 1.215           | 175              | 51004D   |
| 5  | Meslin-l'Evêque     | 12,11      | 1.571           | 130              | 51004E   |
| 6  | Gellingen           | 6,04       | 820             | 136              | 51004F   |
| 7  | Gibecq              | 6,38       | 291             | 46               | 51004G   |
| 8  | Arbre               | 3,16       | 760             | 240              | 51004H   |
| 9  | Maffle              | 2,79       | 1.739           | 623              | 51004J   |
| 10 | Irchonwelz          | 4,15       | 1.150           | 277              | 51004K   |
| 11 | Ormeignies          | 10,91      | 1.116           | 102              | 51004L   |
| 12 | Moulbaix            | 4,30       | 624             | 145              | 51004M   |
| 13 | Villers-Notre-Dame  | 1,63       | 198             | 122              | 51004N   |
| 14 | Villers-Saint-Amand | 6,76       | 624             | 92               | 51004P   |
| 15 | Ligne               | 5,46       | 896             | 164              | 51004R   |
| 16 | Houtaing            | 4,54       | 641             | 141              | 51004S   |
| 17 | Mainvault           | 13,57      | 1.392           | 103              | 51004T   |
| 18 | Bouvignies          | 4,77       | 720             | 151              | 51004U   |
| 19 | Ostiches            | 8,66       | 674             | 78               | 51004V   |

### Overige kernen
In Ormeignies ligt nog het gehuchtje Autreppe dat zijn eigen parochie heeft.

## Bezienswaardigheden
- Op de Grote Markt (Grand-Place) bevindt zich het laat-renaissancistisch stadhuis (1614-1624, gerenoveerd in 1980), een ontwerp van Wenzel Cobergher;
- Niet ver van de Grote Markt, aan het eind van een zijstraatje de Burbant-toren (12e eeuw), omringd door gebouwen uit de 16e / 17e eeuw;
- Het Gallo-Romeins Museum van Aat met Gallo-Romeinse boten;
- Van de oorspronkelijke Sint-Julianuskerk (église Saint-Julien), voltooid in 1414, bleven enkel de imposante toren en het koor overeind. De rest ging verloren tijdens een grote brand in 1817, en werd herbouwd in 1822 in neoclassicistische stijl;
- Het museum Het Reuzenhuis, gewijd aan de folkloristische reuzen;
- De gotische Sint-Martinuskerk (Église Saint-Martin) uit 1585 bezit een merkwaardig kerkmeubilair; rechts van de hoofdingang een overdekte Calvarieberg-scène (± 1540).
- De Protestantse kerk (Temple protestant), neogotische kapel van voormalig Karmelietenklooster uit laatste kwart van de 19e eeuw.
- Restanten van de verdedigingswerken van 1668-1673 en van 1816-1826.
- Restanten van het Stadskasteel met donjon van 1166, in latere eeuwen herhaaldelijk verbouwd.

|  |  |

## Natuur en landschap
In Aat bevindt zich de samenvloeiing van de Oostelijke en de Westelijke Dender tot de Dender die van daar in noordelijke richting stroomt. Het Kanaal Blaton-Aat vertrekt van Aat in zuidelijke richting. De hoogte van Aat bedraagt 34 meter. Oostelijk van Aat liggen enkele heuvels tot 80 meter.

## Demografische evolutie

### Demografische ontwikkeling voor de fusie
- Bron:NIS - Opm:1831 t/m 1970=volkstellingen; 1976= inwoneraantal op 31 december

### Demografische ontwikkeling van de fusiegemeente
Alle historische gegevens hebben betrekking op de huidige gemeente, inclusief deelgemeenten, zoals ontstaan na de fusie van 1 januari 1977.
- Bronnen:NIS, Opm:1831 tot en met 1981=volkstellingen; 1990 en later= inwonertal op 1 januari

| Inwoners van jaar tot jaar op 1 januari 1992 tot heden | Inwoners van jaar tot jaar op 1 januari 1992 tot heden | Inwoners van jaar tot jaar op 1 januari 1992 tot heden |
| jaar                                                   | Aantal                                                 | Evolutie: 1992=index 100                               |
| ------------------------------------------------------ | ------------------------------------------------------ | ------------------------------------------------------ |
| 1992                                                   | 24.239                                                 | 100,0                                                  |
| 1993                                                   | 24.378                                                 | 100,6                                                  |
| 1994                                                   | 24.497                                                 | 101,1                                                  |
| 1995                                                   | 24.706                                                 | 101,9                                                  |
| 1996                                                   | 24.954                                                 | 102,9                                                  |
| 1997                                                   | 25.048                                                 | 103,3                                                  |
| 1998                                                   | 25.084                                                 | 103,5                                                  |
| 1999                                                   | 25.296                                                 | 104,4                                                  |
| 2000                                                   | 25.430                                                 | 104,9                                                  |
| 2001                                                   | 25.708                                                 | 106,1                                                  |
| 2002                                                   | 25.993                                                 | 107,2                                                  |
| 2003                                                   | 26.227                                                 | 108,2                                                  |
| 2004                                                   | 26.414                                                 | 109,0                                                  |
| 2005                                                   | 26.584                                                 | 109,7                                                  |
| 2006                                                   | 26.799                                                 | 110,6                                                  |
| 2007                                                   | 27.141                                                 | 112,0                                                  |
| 2008                                                   | 27.578                                                 | 113,8                                                  |
| 2009                                                   | 27.753                                                 | 114,5                                                  |
| 2010                                                   | 28.026                                                 | 115,6                                                  |
| 2011                                                   | 28.315                                                 | 116,8                                                  |
| 2012                                                   | 28.526                                                 | 117,7                                                  |
| 2013                                                   | 28.463                                                 | 117,4                                                  |
| 2014                                                   | 28.523                                                 | 117,7                                                  |
| 2015                                                   | 28.755                                                 | 118,6                                                  |
| 2016                                                   | 28.951                                                 | 119,4                                                  |
| 2017                                                   | 29.074                                                 | 119,9                                                  |
| 2018                                                   | 29.164                                                 | 120,3                                                  |
| 2019                                                   | 29.311                                                 | 120,9                                                  |
| 2020                                                   | 29.494                                                 | 121,7                                                  |
| 2021                                                   | 29.571                                                 | 122,0                                                  |
| 2022                                                   | 29.630                                                 | 122,2                                                  |
| 2023                                                   | 29.946                                                 | 123,5                                                  |
| 2024                                                   | 30.048                                                 | 124,0                                                  |
| 2025                                                   | 30.123                                                 | 124,3                                                  |

## Politiek

### Burgemeesters
Burgemeesters van Aat waren:
- 1830-1833: Edouard de Rouillé
- 1833-1836: Jean-Baptiste Delescluse
- 1837-1848: Jean-Baptiste Taintenier
- 1848-1855: Jean-Baptiste Delescluse
- 1855-1857: Charles Lor
- 1858-1862: Félicien Wincqz
- 1863-1867: Auguste Broquet
- 1868-1875: Florimond Delmée
- 1875-1878: Louis Pilette
- 1879-1902: Emile Durieu
- 1902-1926: Oswald Ouverleaux
- 1926-1932: Fernand Felu
- 1932-1934: Emile Carlier
- 1934-1938: Fernand Lefranc
- 1938-1945: Fernand Felu
- 1945: Georges Empain
- 1946-1947: Horace Leleux
- 1947-1964: Camille Van Graefschepe
- 1964-1976: Georges Vandensavel
- 1977-1997: Guy Spitaels
- 1997-2007: Bruno Van Grootenbrulle
- 2008-2011: Jean-Pierre Denis
- 2012-2017: Marc Duvivier
- 2018-2024: Bruno Lefebvre
- 2024-heden: Florent Van Grootenbrulle

### Resultaten gemeenteraadsverkiezingen sinds 1976
| Partij               | Partij                                                                     | 10-10-1976 | 10-10-1976 | 10-10-1982 | 10-10-1982 | 9-10-1988 | 9-10-1988 | 9-10-1994 | 9-10-1994 | 8-10-2000 | 8-10-2000 | 8-10-2006 | 8-10-2006 | 14-10-2012 | 14-10-2012 | 14-10-2018 | 14-10-2018 | 13-10-2024 | 13-10-2024 |
| Stemmen / Zetels     | Stemmen / Zetels                                                           | %          | 27         | %          | 27         | %         | 27        | %         | 27        | %         | 29        | %         | 29        | %          | 29         | %          | 29         | %          | 31         |
| -------------------- | -------------------------------------------------------------------------- | ---------- | ---------- | ---------- | ---------- | --------- | --------- | --------- | --------- | --------- | --------- | --------- | --------- | ---------- | ---------- | ---------- | ---------- | ---------- | ---------- |
|                      | PS1 / PS-RWA                                                               | 43,741     | 13         | 53,15A     | 15         | 59,81     | 17        | 61,111    | 18        | 67,821    | 22        | 59,621    | 19        | 52,011     | 16         | 35,011     | 11         | 34,311     | 12         |
|                      | RW1 / PS-RWA                                                               | 8,211      | 1          | 53,15A     | 15         | -         |           | -         |           | -         |           | -         |           | -          |            | -          |            | -          |            |
|                      | ECOLO                                                                      | -          |            | 3,04       | 0          | -         |           | -         |           | 6,07      | 1         | 5,35      | 0         | 10,06      | 2          | 13,55      | 4          | 7,40       | 1          |
|                      | UGRA PRL1 / MR2 / MR.@th3                                                  | 29,74A     | 9          | 41,67A     | 12         | 22,491    | 6         | 24,481    | 6         | 18,471    | 5         | 14,772    | 4         | 23,342     | 7          | 15,052     | 4          | 21,043     | 7          |
|                      | PSC1 / UGRA/ Int. Com.2 / IC-PSC3 / FORUM4 / Liste AthoiseB / Les Engagés5 | 15,261     | 2+2        | 41,67A     | 12         | 15,872    | 4         | 12,923    | 3         | 6,623     | 1         | 20,264    | 6         | 14,594     | 4          | 31,09B     | 10         | 12,565     | 4          |
|                      | Liste AthoiseB                                                             | -          |            | -          |            | -         |           | -         |           | -         |           | -         |           | -          |            | 31,09B     | 10         | 18,81B     | 6          |
|                      | PTB                                                                        | -          |            | -          |            | -         |           | -         |           | -         |           | -         |           | -          |            | -          |            | 5,88       | 1          |
| Anderen(*)           | Anderen(*)                                                                 | 3,06       | 0          | 2,13       | 0          | 1,83      | 0         | 1,48      | 0         | 1,03      | 0         | -         |           | -          |            | 5,30       | 0          | -          |            |
| Totaal stemmen       | Totaal stemmen                                                             | 17290      | 17290      | 17624      | 17624      | 17334     | 17334     | 17736     | 17736     | 18283     | 18283     | 19297     | 19297     | 19580      | 19580      | 20717      | 20717      | 20996      | 20996      |
| Opkomst %            | Opkomst %                                                                  |            |            |            |            | 94,4      | 94,4      | 93,44     | 93,44     | 92,55     | 92,55     | 93,51     | 93,51     | 89,88      | 89,88      | 91,14      | 91,14      | 88,81      | 88,81      |
| Blanco en ongeldig % | Blanco en ongeldig %                                                       | 2,72       | 2,72       | 3,77       | 3,77       | 4,67      | 4,67      | 5,01      | 5,01      | 5,29      | 5,29      | 4,66      | 4,66      | 5,19       | 5,19       | 6,01       | 6,01       | 6,07       | 6,07       |

(*) 1976: PCB (3,06%) / 1982: PCB (2,13%) / 1988: PC (1,83%) / 1994: PTB (1,48%) / 2000: PTB (1,03%) / 2018: DéFI (3,99%), DM (1,31%)

## Verkeer en vervoer

### Openbaar vervoer
In Aat is een spoorwegstation van de NMBS: station Aat.

### Wegen en snelwegen
Verschillende gewestwegen doen de gemeente aan, zelfs een autosnelweg. Dit zijn:
- De A8/E429: Halle - Edingen - Aat - Ronse - Doornik - Franse grens (Rijsel)
- De N7: Halle - Aat - Doornik - Franse grens (Rijsel)
- De N7a: Het oude traject van de N7 in Aat.
- De N7c: Rue Esplanade - Rue des Hauts - Rue Pont Quelin in Aat.

## Geboren in Aat
- Petrus Gudelinus (1550-1619), advocaat en rector in Leuven
- Louis Hennepin (1640 – ca.1705), ontdekkingsreiziger op de Mississippi
- François-Joseph Taintenier (1729 - 1776), hervormer en econoom
- Louis Gilson (1798 - 1849), politicus
- Paul Cauchie (1875 - 1952), art-nouveau-architect, schilder en decorateur
- Ernest Cambier (1844 - 1909), koloniaal ontdekkingsreiziger
- Raoul Van Overstraeten (1885 - 1977), Belgisch generaal, militair raadgever Leopold III
- Fanny Heldy (1888 - 1973), operazangeres
- Léon Trulin (1897 - 1915), spion tijdens de Eerste Wereldoorlog
- Alphonse Bonenfant (1908 - 1983), politicus
- Henri Vernes (1918 - 2021), schrijver, auteur van Bob Morane
- Marc Drumaux (1922 - 1972), politicus
- Guy Spitaels (1931 - 2012), politicus

## Nabijgelegen kernen
Lanquesaint, Meslin-l'Evêque, Maffle, Ormeignies, Irchonwelz, Mainvault, Bouvignies